# Charles James Faulkner

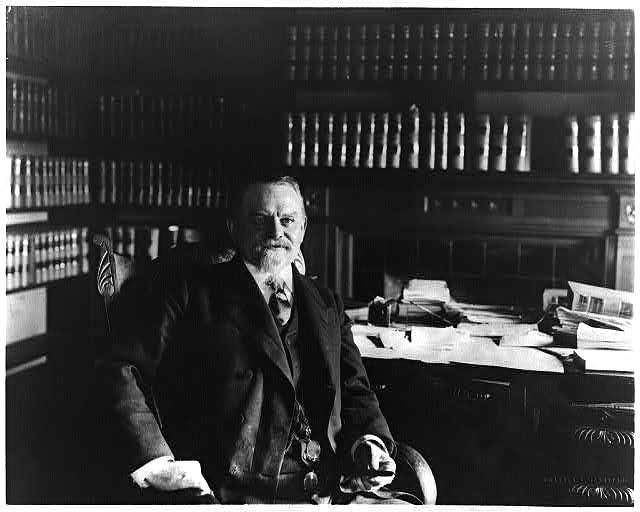
Charles James Faulkner

Charles James Faulkner (* 21. September 1847 bei Martinsburg, Berkeley County, Virginia; † 13. Januar 1929 ebenda) war ein US-amerikanischer Politiker (Demokratische Partei), der den Bundesstaat West Virginia im US-Senat vertrat.

## Leben
Faulkners Vater trug ebenfalls den Namen Charles James Faulkner. Zum Zeitpunkt der Geburt seines Sohnes hatte er bereits eine politische Laufbahn eingeschlagen; zwischen 1851 und 1877 saß er für Virginia und später für West Virginia im Repräsentantenhaus der Vereinigten Staaten. Der jüngere Charles Faulkner kam auf „Boydville“, dem Landsitz seiner Familie im heutigen West Virginia, zur Welt. 1859 begleitete er seinen Vater nach Frankreich, wo dieser als US-Botschafter amtierte, bis er 1861 inhaftiert wurde, weil er in Paris über Waffenkäufe für die Konföderation verhandelt hatte.
Während seines Aufenthalts in Europa hatte Charles James Faulkner Schulen in Paris und der Schweiz besucht. Nach seiner Rückkehr – zu diesem Zeitpunkt war der Bürgerkrieg bereits ausgebrochen – setzte er seine Ausbildung auf dem Virginia Military Institute in Lexington fort. 1864 nahm er mit den anderen Kadetten der Akademie an der Schlacht bei New Market teil. Nach Kriegsende machte Faulkner 1868 seinen juristischen Abschluss an der University of Virginia in Charlottesville, wo er der studentischen Geheimverbindung St. Anthony Hall angehörte. Im selben Jahr wurde er in die Anwaltskammer aufgenommen und begann in Martinsburg zu praktizieren. 1880 wurde er zum Richter des 13. Gerichtskreises gewählt.
Am 4. März 1887 zog Faulkner nach erfolgreicher Wahl in den US-Senat in Washington ein. Er verblieb dort nach einer Wiederwahl bis zum 3. März 1899. Während seiner Zeit als Senator stand er unter anderem dem Committee on Territories vor. 1898 wurde er in die International Joint High Commission berufen, in der er auf US-Seite mit britischen Vertretern über Fragen der Grenze zu Kanada verhandelt. Wenig später zog er sich aus dem öffentlichen Leben zurück und praktizierte als Anwalt in Martinsburg und Washington. Außerdem betätigte er sich in der Landwirtschaft. Faulkner starb 1929 auf dem Anwesen seiner Familie und wurde in Martinsburg beigesetzt.